# Perdita luculenta
Perdita luculenta är en biart som beskrevs av Timberlake 1968. Perdita luculenta ingår i släktet Perdita och familjen grävbin. Inga underarter finns listade i Catalogue of Life.